# Withem
Withem ist eine norwegische Progressive-Metal-Band aus Oslo, die im Jahr 2011 gegründet wurde.

## Geschichte
Die Band wurde im Jahr 2011 von dem Gitarristen Øyvind Voldmo Larsen, dem Keyboarder Ketil Ronold und dem Schlagzeuger Frank Nordeng Røe gegründet. Kurze Zeit später kam der Sänger Ole Aleksander Wagenius hinzu. Nachdem die Mitglieder Lieder entwickelt hatten, begaben sie sich in das Lionheart Studio. Larsen produzierte dabei das Material und mischte es auch ab. Als Bassist war bei den Aufnahmen Andreas Blomqvist von Seventh Wonder zu Gast. Danach kam Miguel Pereira als fester Bassist zur Besetzung. Das Album erschien im Oktober 2013 bei Sensory Records unter dem Namen The Point of You. Im selben Jahr spielte die Band auf dem ProgPower Oslo und ein Jahr später auf dem ProgPower USA.

## Stil
Laut Bandbiografie auf withemsite.com ist die Band durch Gruppen wie Symphony X, Pagan’s Mind, Dream Theater und Circus Maximus beeinflusst worden. Laut Pete Pardo spielt die Band auf The Point of You klassischen Progressive Metal, wobei sie sich wie Circus Maximus weniger auf Komplexität, sondern verstärkt auf Melodik und Eingängigkeit konzentriere. Das Lied Mr Miruz bezeichnete er als „Symphonic Progressive Metal“, während Born to Live melodischer Power Metal sei.

## Diskografie
- 2013: The Point of You (Album, Sensory Records)